# Alingsås
Alingsås – miasto w Szwecji, w prowincji Västra Götaland. Leży nad jeziorami Mjörn i Gerdsken oraz rzeką Säveån.
Miejscowość przecinają drogi E20 oraz Västra stambanan (ze stacją kolejową Alingsås). Prawa miejskie otrzymała 21 września 1619 roku z rąk Gustawa II Adolfa. Jest znana ze swoich kawiarń. 
W Alingsås mieszkali m.in. Jonas Alströmer, który wprowadził i spopularyzował w Szwecji ziemniaki, i Karin Boye, poetka.